# فوزية البيض
فوزية البيض هي مدافعة مغربية عن حقوق المرأة، وعضو سابق في البرلمان المغربي الذي ينتمي إلى حزب الاتحاد الدستوري، وعضو في لجنة حقوق الإنسان في الليبرالية الدولية، وأول رئيسة للفصل المغربي في المغرب/الشبكة الدولية للمرأة الليبرالية.